# Athripsodes furcatellus
Athripsodes furcatellus är en nattsländeart som först beskrevs av Martynov 1928.  Athripsodes furcatellus ingår i släktet Athripsodes och familjen långhornssländor. Inga underarter finns listade i Catalogue of Life.